# Rhaphidophora decursiva
Rhaphidophora decursiva är en kallaväxtart som först beskrevs av William Roxburgh, och fick sitt nu gällande namn av Heinrich Wilhelm Schott. Rhaphidophora decursiva ingår i släktet Rhaphidophora och familjen kallaväxter. Inga underarter finns listade.

## Bildgalleri

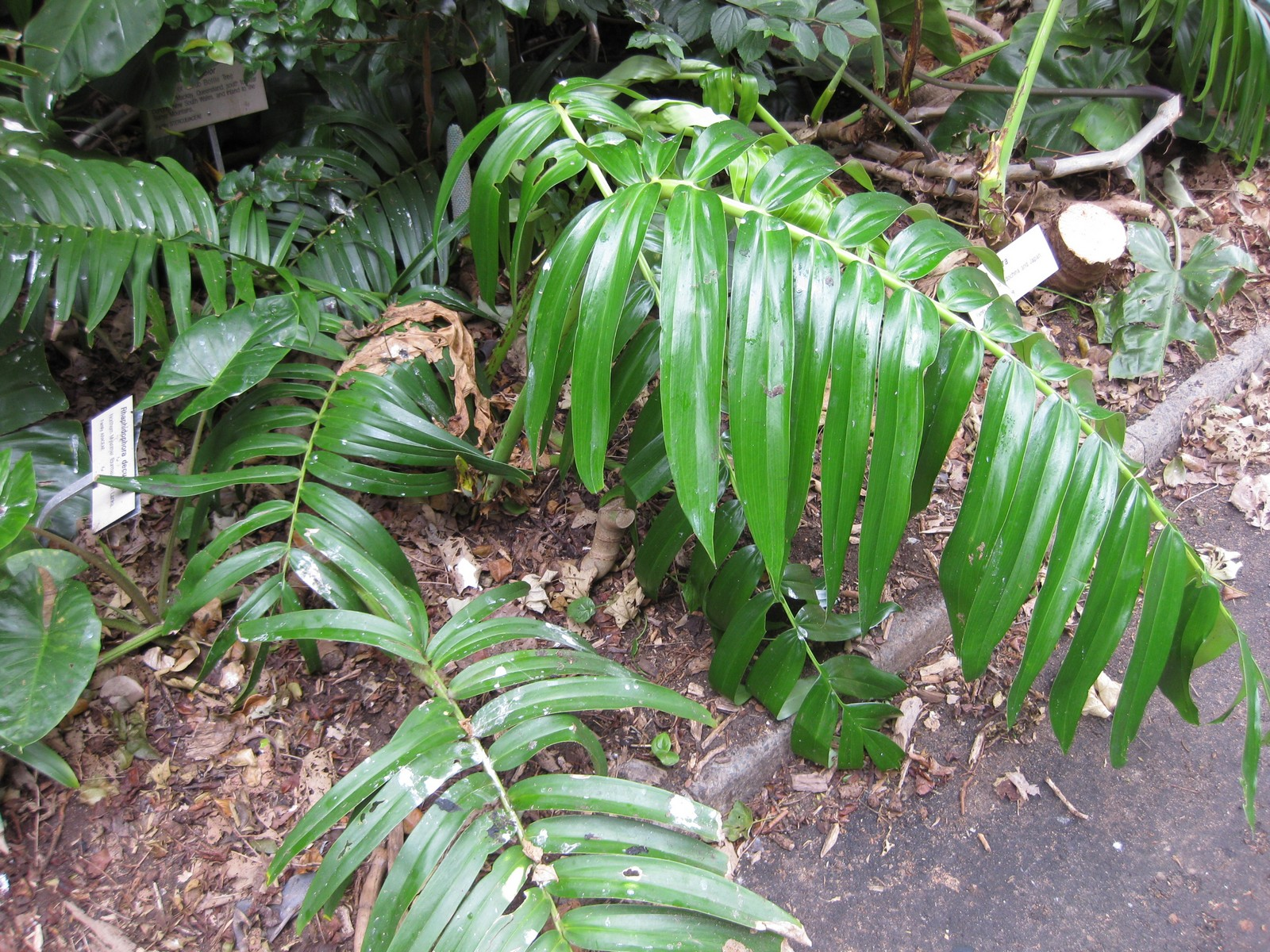
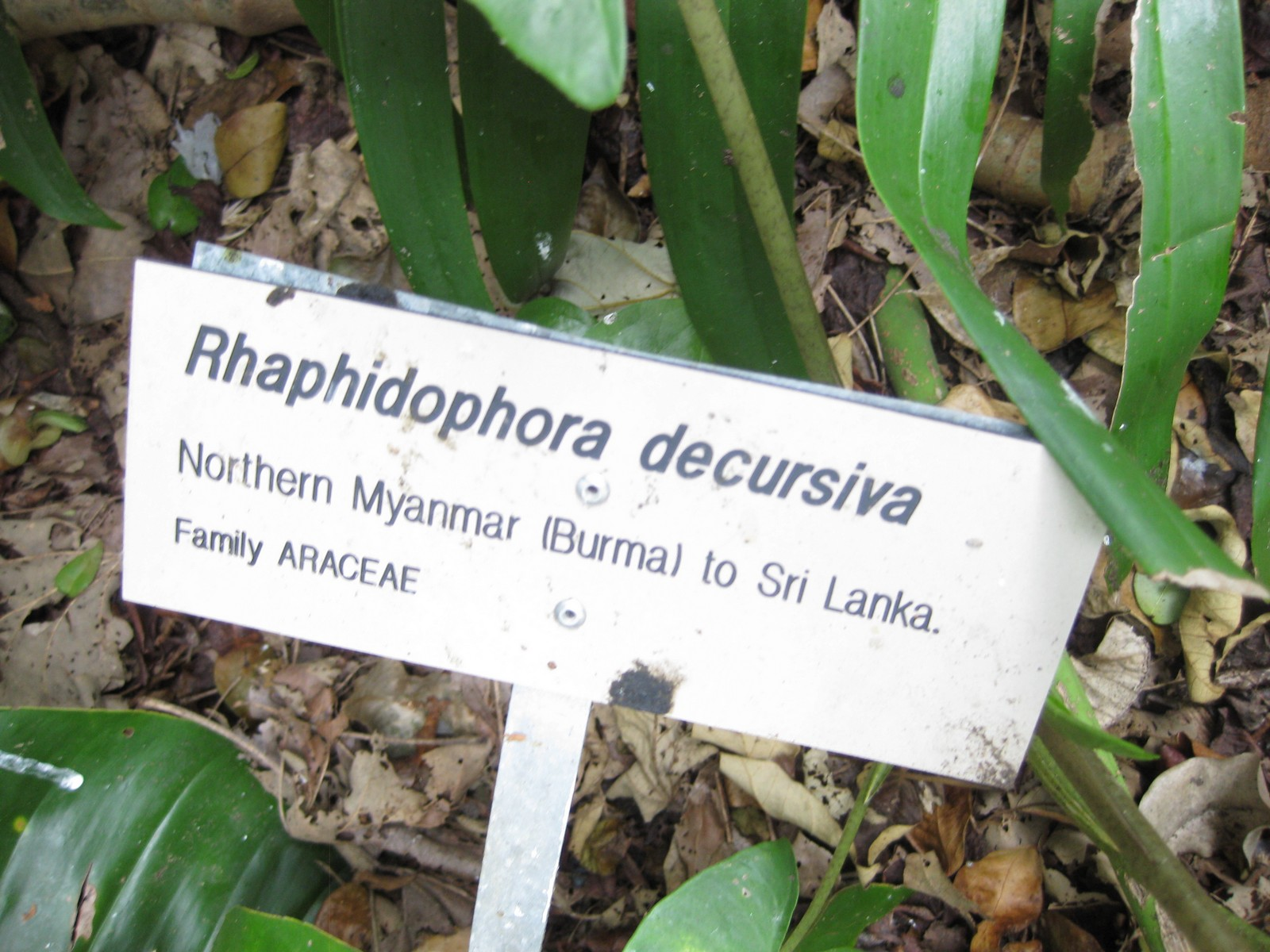
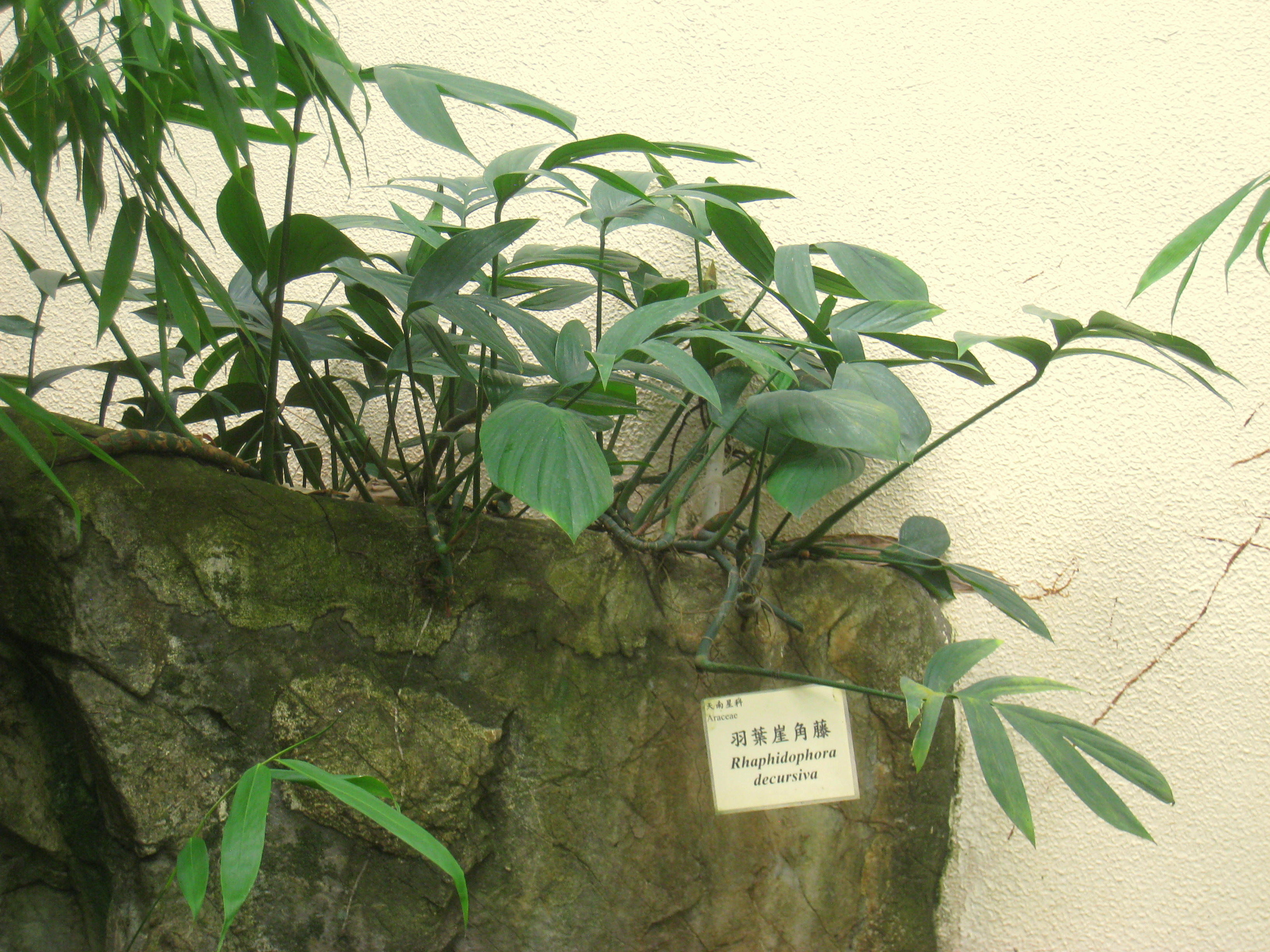